# Кучеренко, Николай Евдокимович
Кучере́нко Никола́й Евдоки́мович (укр. Кучере́нко Мико́ла Євдоки́мович; 8 ноября 1939, Каменечье, Кировоградская область — 25 февраля 2007) — советский учёный в области радиационной биохимии, доктор биологических наук, профессор, действительный членНАН Украины, академик Международной Славянской академии наук, заслуженный деятель науки и техники. Лауреат именных премий, Государственной премии Украины в области науки и техники, ордена «Дружбы народов», премии имени академика А. В. Палладина. Заслуженный профессор Киевского национального университета имени Тараса Шевченко и вице-президент Украинского биохимического общества.

## Биография
Родился 8 ноября 1939 года.
Выпускник кафедры биохимии биологического факультета Киевского университета, с 1962 года — ассистент, а дальше доцент, профессор. В 1966 году защитил кандидатскую диссертацию «Влияние фолиевой кислоты на содержание нуклеиновых кислот и белков головного мозга в норме и при лучевого поражения», а в 1976 — докторскую диссертацию «Процессы переметилирования в первичных механизмах биохимической действия радиации и некоторые пути их направленной модификации».
В 1965-1972 годах Кучеренко занимал должность заместителя декана, а затем и декана биологического факультета. После чего с 1973 по 2004 год занимал должность её заведующего кафедрой биохимии. Под его руководством была создана мощная в интеллектуальном и программно-методическом обеспечении база для подготовки специалистов-биохимиков, кроме того Кучеренко считается основателем школы радиационной биохимии на Украине.
С 1978 по 1984 годы работал в должности проректора университета по учебной работе, а с 1987 по 2002 год вторично вторично занимал должность декана биологического факультета. Кроме того в период с 1998 по 2002 годы был председателем экспертного совета по биологическим наукам ВАК Украины, а в 2001-2003 гг — председателем экспертного совета ВАК министерства образования и науки Украины.

## Научная работа
Сфера научных интересов — исследование процессов фосфорилирования, метилирования, ацетилирования и АДФ-рибозилирования различных биологических субстратов, роли кальция, кальмодулина, системы циклических нуклеотидов в функционировании биологических мембран.
В течение многих лет изучал механизмы биологического действия ионизирующей радиации на метаболические процессы в организме теплокровных. Под его руководством глубокие фундаментально-прикладные исследования процессов фосфорилирования, метилирования, ацетилирования и АДФ-рибозилирования различных биологических субстратов, роли кальция, кальмодулина, системы циклических нуклеотидов в функционировании биологических мембран.
Основные научные выводы и разработки было сформулировано в монографических изданиях «Структура и функция биологических мембран», «Биологическое метилирование и его модификация на ранних этапах лучевого поражения», «Основы молекулярной радиобиологии», «Радиорезистентность и регуляция метаболизма нервной ткани», «Биохимическая модель регуляции активности хроматина» и др. Под руководством профессора Н. Е. Кучеренко подготовлено и защищено 45 кандидатских и девять докторских диссертаций. Н. Е. Кучеренко — автор более 400 научных работ, среди которых 35 монографий, учебников и учебных пособий для средней и высшей школы.
Его труды в различных областях биохимии, в частности по радиационной биохимии, вызвали научный интерес как в нашей стране, так и за рубежом. Под его руководством было подготовлено и защищено 45 кандидатских и 9 докторских диссертаций.
В 1983 году Николай Кучеренко стал лауреатом Палладинской премии за монографию «Биологическое метилирование и его
модификация в ранний период лучевого поражения», которая была посвящена первичным механизмам развития нарушений процессов биологического метилирования в облученном организме, прежде всего на ранних этапах действия ионизирующего излучения, а также поиска путей направленного воздействия на эти процессы.